# 4087 Pärt
4087 Pärt è un asteroide della fascia principale. Scoperto nel 1986, presenta un'orbita caratterizzata da un semiasse maggiore pari a 2,1766366 UA e da un'eccentricità di 0,1173813, inclinata di 4,42488° rispetto all'eclittica.